# Чалинец
Чалинец је насељено место у саставу општине Марушевец у Вараждинској жупанији, Хрватска. До територијалне реорганизације у Хрватској налазио се у саставу старе општине Иванец.

## Становништво
На попису становништва 2011. године, Чалинец је имао 572 становника.

## Попис1991.
На попису становништва 1991. године, насељено место Чалинец је имало 615 становника, следећег националног састава:
| Попис 1991.‍  | Попис 1991.‍  | Попис 1991.‍ | Попис 1991.‍ | Попис 1991.‍ |
| ------------ | ------------ | ----------- | ----------- | ----------- |
|              |              |             |             |             |
| Хрвати       | Хрвати       |             | 596         | 96,91%      |
| Словенци     | Словенци     |             | 3           | 0,48%       |
| Македонци    | Македонци    |             | 1           | 0,16%       |
| неопредељени | неопредељени |             | 2           | 0,32%       |
| непознато    | непознато    |             | 13          | 2,11%       |
| укупно: 615  |              |             |             |             |